# ヴィク・サヘイ
ヴィク・サヘイ（Vik Sahay）は、カナダ出身の俳優である。

## 出演作品

### テレビ
- CHUCK/チャック（レスター・パテル）
- NCIS 〜ネイビー犯罪捜査班S10 第14話：強制移送、S12 第10話：父への手紙(アジャイ・カーン)
- WITHOUT A TRACE/FBI 失踪者を追え!S2 第13話：人生のルールと嘘（Movie Driver）
- BONES -骨は語る-S8 第13話：最後のメッセージ（Akshay Mirza）
- Xファイル （情報提供者）
- LUCIFER/ルシファーS2 第3話：罪喰い人(レイ人事部長)
- SCORPION/スコーピオンS4 第17話：凡人になった天才たち (Raja Bhatt)
- メンタリストS6第2話：黒い翼の赤い鳥（ニコラス・バシュム）

### 映 画
- THE ROCKER/４０歳のロック＊デビュー （レオン）
- ウェア　WER (エリック)